# LIBIS KB-6 Matajur
LIBIS KB-6 Matajur je bilo športno enomotorno letalo izdelano po drugi svetovni vojni v tovarni LIBIS v Ljubljani.
Letalo je bilo mešane konstrukcije, pretežno lesene z repnim kolesom.  Projekt Dušana Cenerja so v proizvodnjo uvedli pod mentorstvom dr. Antona Kuhlja. V osnovi je bil dvosed. Leta 1953 se je pričela maloserijska proizvodnja. Leta 1953 so izdelali trisedežno izvedbo.  Letalo je bilo ugodno za osnovno šolanje športnih pilotov in je bilo zelo stabilno. Obe verziji sta se uporabljali za akrobatsko letenje, vleko jadralnih letal in skoke padalcev. Izdelanih je bilo: osem trisedov in en dvosed KB-6 Matajur.